# Душан Стевић
Душан Стевић (Брус, 25. јула 1995) српски је фудбалер који тренутно наступа за Металац из Горњег Милановца.